# Elva Macías
Elva Macías Grajales (Tuxtla Gutiérrez, Chiapas, 10 de enero de 1944) es una poeta, escritora y ensayista mexicana.

## Biografía
Elva Macías nació el 10 de enero de 1944 en Tuxtla Gutiérrez, pero su familia se trasladó de regreso a Villaflores, en donde vivió hasta los doce años, edad en la cual se fue a estudiar a la Ciudad de México. En 1963 Macías se fugó a China con Eraclio Zepeda, su esposo. Macías y Zepeda pasaron dos años en China durante los cuales ella trabajó como profesora de español. Pasados estos dos años se mudaron a Moscú, ahí Macías estudió en la Universidad Estatal de Moscú y se especializó en letras y literatura rusa. La relación más significativa de Macías en el mundo literario, exceptuando a su esposo es con la poeta Elsa Cross a quien definió como su "amistad literaria fundamental".

## Trabajo fuera de la escritura
Macías es reconocida principalmente por su trabajo en poesía, sin embargo, ha ejercido varios otros cargos. Macías ha sido: difusora cultural de la UNAM donde ocupó la subdirección de Casa del Lago y del INBA en Chiapas, directora del Museo del Chopo, editora de las series discográficas Voz Viva de México y Voz Viva de América Latina, miembro del consejo consultivo de las revistas literarias; Plural y Discurso Literario, Revista de la Universidad de Memphis y Revista ICACH.

## Reconocimientos y honores
A Elva Macías le han dado los siguientes reconocimientos por su trabajo:
- 1969, Segundo lugar en el "Concurso Nacional de Cuento de la Universidad Veracruzana".
- 1971, Becaria de poesía del CME.
- 1993, Premio Chiapas de Literatura   Rosario Castellanos.
- 1994, Premio Nacional de Poesía Carlos Pellicer Para Obra Publicada por Ciudad contra el cielo.
- 1996, El Centro de Estudios de Bachillerato de Tecpatán, Chiapas, comunidad zoque, inauguró la Biblioteca “Elva Macías Grajales”.
- 1999, Fue Invitada Especial del III Coloquio de Literatura Femenina de la Universidad Autónoma de Ciudad Juárez.
- 2000, Ingresó al SNCA.
- 2002, El Festival de Poesía Ramón López Velarde de Zacatecas, Décima emisión, fue dedicado a las obras de Elva Macías, Elsa Cross y Gloria Gervitz.
- 2002, Presea Ramón López Velarde[3]
- 2003, Recibió el “Cuchillo Canario”, en la XVI edición del Festival del Sur-Encuentro Teatral Tres Continentes, en Agüimes, Islas Canarias, España.
- 2003, La revista Diturna de Morelia, Michoacán le dedicó un dossier y una plaquette en encarte, número 11,  marzo-abril.[6]
- 2012, Premio Internacional Poetas del Mundo Latino Víctor Sandoval.[1]
- 2017, Premio Iberoamericano Ramón López Valverde.[7]

## Obra

### Ensayos[5]
- 1988, Museo Universitario del Chapo
- 1991, San Cristóbal de las Casas
- 1991, Ciudad Real de Chiapas
- 2000, Agua, barro y fuego
- Gastronomía mexicana del sur: Campeche, Chiapas, Quintana Roo, Tabasco, Veracruz y Yucatán.

### Poesía[3][8][9]
- 1971, El paso del que viene
- 1975, Círculo del sueño
- 1982, La paz del dios y del rey; Imagen y semejanza
- 1985, Pasos contados
- 1989, Lejos de la memoria
- 1993, Ciudad contra el cielo
- 2000, Al pie del paisaje
- 2002, Entre los reinos
- 2005, Imperio móvil
- 2012, Jinete en contra
- 2012, De tela y papel
- 2014, Caravanas de riesgo
- 2016, Escribir no basta

### Antologías[5]
- 1998, Olga Orozco
- 1999, Ciertas canciones y otros poemas
- 2003, Encuentro a la tempestad
- 2006, El desierto a tu lado

### Literatura para niños[3]
- 1992, Adivina adivinanza
- 1994, La ronda de la luna
- 1994, El sueño del dragón
- 1999, Tiempo de adivinar
- 2000, Informe de la lenteja y otros poemas
- 2001, Busca un mágico lunar
- 2004, Un rayo de sol temprano
- 2004, La rata cambalachera